# 횡성호
횡성호(橫城湖, Lake Hoengseong)는 강원특별자치도 횡성군 갑천면에 위치한 호수이다. 1990년에 첫 샵을 뜬 이후, 1999년에 공사를 착공하여, 2000년에 완공하였다. 횡성군 중심가로부터 북쪽 외곽에 위치하고 있다. 면적은 209 km2, 저수량은 8천6만 톤(ton)이다.

## 같이 보기
- 섬강
- 횡성군